# Man Down
Pour les articles homonymes, voir Man Down (film) et Man Down (album).
Singles de Rihanna
S&M
(2011) California King Bed
(2011)
Pistes de Loud
California King Bed Raining Men
Man Down est une chanson interprétée par l'artiste barbadienne Rihanna, extraite de son cinquième album studio Loud, sorti en 2011. La chanson est envoyée aux radios urbaines et rythmiques en mai 2011 comme le cinquième single de l'album. Écrite par Shama "Sham" Joseph, Timothy & Theron Thomas et Shontelle Layne, elle est produite par Joseph.
Man Down reçoit des critiques positives qui la considèrent comme un retour aux sources de la chanteuse. Aux États-Unis, même si elle n'est envoyées qu'aux radios urbaines, elle atteint tout de même la 59e place du Billboard Hot 100 et la neuvième place du Hot R&B/Hip-Hop Songs. En France, la chanson est numéro un, et atteint le Top 20 en Belgique, Norvège, aux Pays-Bas et Royaume-Uni. 
Le clip, réalisé par Anthony Mandler, montre Rihanna tuer un homme après avoir été violée et dit qu'elle regrette ce qu'elle a fait. À cause de la violence du clip, le Parents Television Council aux États-Unis critique la chanteuse et tente de censurer la vidéo. La chanson fait partie du Loud Tour (2011).

## Genèse
Au début du mois de mars 2011, Rihanna demande à ses fans de choisir le single suivant S&M. Depuis Twitter, les fans sont invités à choisir entre Cheers (Drink to That), Man Down, California King Bed et Fading. Rihanna tournera le clip de la chanson qui a reçu le plus de voix fin mars. Le 12 mars, Rihanna confirme que les fans ont choisi en majorité California King Bed comme le single suivant. Aux États-Unis, Man Down est envoyée aux radios urbaines le 3 mai 2011,. Cependant, California King Bed est bien le quatrième single dans les autres pays. Man Down est disponible en téléchargement légal au Danemark, France, Pays-Bas et Suisse le 11 juillet 2011 comme cinquième single de Loud,,,. Rihanna parle de la chanson en novembre 2010 lors d'une interview avec MTV : « Man Down est un mélange gangsta et reggae. Elle m'est venue en essayant d'atteindre cette atmosphère », dit-elle à propos de la chanson. « Je suis très inspirée par le reggae et il fait partie de moi depuis que je suis née, et j'ai grandi en l'écoutant. Mes artistes favoris sont tous des artistes de reggae. Ce qui est original c'est que la chanson est interprétée par une femme, quand vous avez cela et la chanson, l'énergie de cette chanson est gangsta ». Elle ajoute : « Il y a beaucoup d'arrogance, je l'apprécie vraiment. »

## Structure musicale et accueil critique
La chanson est écrite par Shama "Sham" Joseph, Timothy Thomas, Theron Thomas et Shontelle Layne puis produite par Joseph. La chanson s'influence fortement du reggae. Selon la partition publiée par Musicnotes.com, la chanson est composée dans la tonalité de Do mineur et a une mesure avec un tempo modéré de 77 pulsations par minute. La voix de Rihanna s'étend des notes Fa3 à Mi5. Man Down reçoit généralement des critiques positives. Jon Pareles de The New York Times commente que Rihanna met en avant son accent antillais dans le reggae Man Down où elle tue un homme dans une gare. August Brown de Los Angeles Times commente : « Man Down réafirme ses origines antillaises avec une ballade arrogante qui sonne comme un avertissement pour Deuces de Chris Brown ». Leah Greenblatt d'Entertainment Weekly dit que le ragga « rum-pum-pum de Man Down creuse son implication dans les rythmes des îles ». Emily Mackay de NME commente que l'expérience de l'album fait plus organique, son air prend plus de risques à cause d'un hymne antillais voué à la jeunesse de Man Down. James Skinner de BBC Online voit Man Down comme un hymne antillais relaie comme une métaphore d'un meurtre en patois barbadien. Sal Cinquemani de Slant Magazine nomme la chanson comme le point culminant de l'album, un air de reggae développé d'une femme qui tue un homme. Il loue la chanson en disant que Rihanna est étonnamment agile dans ce genre et l'une des voix les plus belles et des plus confidentes.

## Accueil commercial
Avant sa sortie officielle, Man Down entre à la 84e place du Hot R&B/Hip-Hop Songs lors de la semaine du 9 avril 2011 et monte finalement jusqu'à la neuvième position. Dans la semaine du 11 juin 2011, la chanson entre à la 94e place du Billboard Hot 100 et grimpe jusqu'à la 59e. La chanson arrive aussi en 63e position au Canada.
Man Down entre dans d'autres pays, car elle paraît en single dans certains pays européens en juillet 2011. Elle entre à la 65e place du hit-parade français le 4 juin 2011, puis atteint la première position le 25 juillet 2011. C'est le huitième single de Rihanna à atteindre le top 5 après Only Girl (In the World) et S&M. En Suisse, la chanson remonte dans le top 20 et termine 9e, tandis qu'elle devient numéro un dans la partie francophone du pays (Romandie). La chanson entre dans le top 10 aux Pays-Bas le 6 juillet et est numéro 5.
Avec la sortie du clip, la chanson arrive à la 54e place du hit-parade et la quinzième place du classement R&B même si la chanson n'a pas de sortie officielle. La chanson atteint la 17e place en Norvège et la septième en Wallonie bien qu'elle ne sorte pas officiellement en single.

## Clip

### Développement
Le clip de Man Down est tourné en Jamaique au mois d'avril 2011, et réalisé par Anthony Mandler, qui a travaillé avec Rihanna sur Take a Bow et Rihanna,. Le 1er mai 2011, Rihanna poste trois photos du tournage sur son Twitter. L'une de ses photos la montre sur la plage tandis qu'une autre la montre sur une moto à la paroisse de Portland. Lors d'une interview avec MTV le 16 mai 2011, Mandler discute du clip :

« Nous avons tourné la vidéo le mois dernier en Jamaïque et c'est la meilleure chanson qu'elle ait jamais rencontrée, donc je suis très enthousiasmé de m'y impliquer. Et c'est l'une des chansons qui demande beaucoup d'images, et elle me laisse tout faire. Et je pense que vous pouvez vous attendre à que ce soit dramatique, choquant, intense, émotionnel et qui met de bonheur et qui instruit. »

La vidéo est diffusée pour la première fois le 31 mai 2011 sur 106 & Park et le lendemain sur sa chaîne VEVO sur Youtube
(1er juin 2011).

### Synopsis
La version longue du clip débute avec Rihanna qui tue un homme dans une gare. Après avoir commis ce crime, la caméra se focalise sur l'homme et Rihanna quitte l'endroit. Pour que le spectateur comprenne ce qui a poussé Rihanna à commettre ce crime, la vidéo revient en arrière un jour plus tôt et on voit Rihanna sur un vélo dans son quartier de Kingston. Il y a plusieurs scènes où Rihanna est seule dans sa chambre. Puis elle entre dans une discothèque et commence à danser avec un autre homme qui est celui que Rihanna tue au début de la vidéo. Après avoir quitté la discothèque, son partenaire de danse la suit et devient violent. La vidéo montre ensuite une Rihanna à moitié déshabillée après avoir été violée. La vidéo se termine avec Rihanna qui accourt chez elle et attrape un pistolet dans son tiroir, ce qui ramène au début de la vidéo.

### Controverse
Le Parents Television Council (PTC), une organisation sur la protection des enfants, critique Rihanna pour « son meurtre froid et prémédité » dans la vidéo. L'organisation est en désaccord avec le fait que tuer un violeur est une forme de justice et sa logique qui « envoie un gros sous-entendu pour une fille comme moi ». Ils déclarent également : « Si Chris Brown tue une femme dans sa nouvelle vidéo et que BET la diffuse, tout le monde voudrait l'arrêter. Rihanna ne devrait pas passer ». PTC critique BET d'avoir diffusé la vidéo. Cependant, d'autres journalistes font valoir que la réaction du PTC face au clip de Rihanna est un exemple de double standard. Julianne Escobedo Shepherd de AlterNet explique que le PTC n'a pas fait de polémique sur le clip de Monster de Kanye West qui montre des femmes mortes pendues au plafond et West tenir la tête d'une autre. Shepherd remarque aussi qu'il n'a pas critiqué le clip de Love the Way You Lie d'Eminem qui, selon Shepherd, « glorifie et romance » la violence conjugale. En réponse au PTC, Rihanna déclare :

« Je suis une chanteuse de 23 ans sans enfant. Que se passerait-il si tout le monde voulait que je devienne maman [de leurs enfants] ? Je suis une fille, je peux seulement être votre voix. Nous savons tous combien il est difficile et gênant d'aborder des sujets avec quelqu'un et spécialement avec nos parents. L'industrie musicale n'est pas « Parent 'R Us ». Nous avons la liberté artistique ; laissez-nous ! C'est votre boulot d'être sûrs que vos enfants ne se retournent pas contre nous. Vous ne pouvez pas cacher vos enfants de la société ou ils n'apprendront jamais à s'adapter. C'est le monde réel. »

Anthony Mandler, le réalisateur, répond aussi à cette organisation lors d'une interview avec Hollywood Reporter :

« La vidéo fait exactement ce que Rihanna et moi avons espéré, qui brille dans un sujet très sombre... Cette époque à l'habitude de véhicule beaucoup de messages... J'ai grandi dans une époque où Madonna sortait des vidéos et faisait la polémique. Je pense que la plupart des gens suivent ce courant... Le fait qu'il y ait un argument pour bannir cela parce que les filles ripostent contre les abus sexuels est exagéré. Il est évident que nous avons un gros problème avec ça. »

## Crédits
Crédits issus de l'album Loud
- Paroles – Shama "Sham" Joseph, Timothy Thomas, Theron Thomas, Shontelle Layne
- Production – Shama "Sham" Joseph
- Enregistrement – Cary Clark
- Production vocale – Kuk Harrell
- Enregistrement vocal – Kuk Harrell, Josh Gudwin, Marcos Tovar
- Assistant enregistrement vocal – Bobby Campbell
- Mixage – Manny Maroquin
- Assistant mixage – Erik Madrid, Christian Plata

## Classements par pays

### Classements hebdomadaires (2011)
| Pays                                       | Position |
| ------------------------------------------ | -------- |
| Belgique (Nl)                              | 3        |
| Belgique (Fr)                              | 2        |
| Canada                                     | 63       |
| Corée du Sud                               | 54       |
| France                                     | 1        |
| Hongrie                                    | 15       |
| Italie                                     | 8        |
| Norvège                                    | 17       |
| Pays-Bas                                   | 3        |
| Pologne                                    | 4        |
| Royaume-Uni                                | 54       |
| Royaume-Uni R&B                            | 15       |
| Slovaquie                                  | 37       |
| Suède                                      | 35       |
| Suisse                                     | 9        |
| Suisse (Romandie)                          | 1        |
| États-Unis Billboard Hot 100               | 59       |
| États-Unis Billboard Hot R&B/Hip-Hop Songs | 9        |

### Classement de fin d'année
| Pays        | Position |
| ----------- | -------- |
| France SNEP | 9        |

## Certifications
| Pays     | Certification | Ventes certifiées |
| -------- | ------------- | ----------------- |
| Belgique | Or            | 15 000            |
| Italie   | Or            | 15 000            |
| Suisse   | Or            | 15 000            |

## Dates de sortie radio
| Pays        | Date            | Format               |
| ----------- | --------------- | -------------------- |
| États-Unis, | 3 mai 2011      | Rythmic Airplay      |
| Danemark    | 11 juillet 2011 | Téléchargement légal |
| France      | 11 juillet 2011 | Téléchargement légal |
| Pays-Bas    | 11 juillet 2011 | Téléchargement légal |
| Suisse      | 11 juillet 2011 | Téléchargement légal |
| Italie      | 5 août 2011     | Radio                |